# Erweiterte Realschule
Die Erweiterte Realschule (ERS) war eine Schulform im Saarland. Es handelte sich bei der ERS um eine reine Sekundarschule (Sekundarstufe I), sie entstand Mitte der 90er aus der Zusammenführung von Hauptschule und Realschule. Außerdem wurden damals vorhandene Sekundarschulen in Erweiterte Realschulen umgewandelt, bzw. umbenannt.
Hier konnte sowohl der Hauptschulabschluss als auch die mittlere Reife erworben werden.
Die Erweiterte Realschule umfasste die Klassenstufen 5 bis 10 und gab Schülern bei entsprechendem Abschluss die Möglichkeit, in die gymnasiale Oberstufe einzutreten.
Die Erweiterte Realschule wurde 1997 eingeführt durch den Zusammenschluss von Haupt- und Realschulen und durch die seit dem Schuljahr 2012/2013 gestartete Gemeinschaftsschule ersetzt und lief im Schuljahr 2016/2017 aus. Ab dem Schuljahr 2017/2018 gibt es diese Schulform nicht mehr.

## System der Erweiterten Realschule
Der Unterricht an der Erweiterten Realschule fand im Klassenverband statt. Es sollte eine „erweiterte allgemeine Bildung“ vermittelt werden, die zugleich Grundlage einer Berufsausbildung oder einer weiteren Schulkarriere sein sollte.
Nach der 5. und 6. gemeinsamen Klasse wurden ab Klassenstufe 7 abschlussbezogene Klassen gebildet.
Zu den unterrichteten Fächern der Erweiterten Realschule gehörten Deutsch, Mathematik, 1. Fremdsprache, Erdkunde, Geschichte, Sozialkunde, Biologie, Chemie, Physik, Arbeitslehre, Religion (Ethik), Bildende Kunst, Musik und Sport. An den meisten Erweiterten Realschulen konnte in der Klassenstufe 5 mit Französisch oder Englisch als 1. Fremdsprache begonnen werden. Ab Klassenstufe 6 wurden die Schüler in ihrer jeweiligen 1. Fremdsprache auf zwei Anspruchsebenen unterrichtet.
Eine Entscheidung, ob die ERS mit einem mittleren Bildungsabschluss oder dem Hauptschulabschluss beendet werden soll, wurde zum Ende von Klassenstufe 6 anhand der Leistungen des Schülers getroffen. Ab der Klassenstufe 7 wurde Unterricht in „abschlussbezogenen Klassen“ erteilt. Die Schüler wurden in einem auf den Hauptschulabschluss und in einem auf den mittleren Bildungsabschluss bezogenen Zweig unterrichtet.
Im Hauptschulzweig wurde von nun an als Vorbereitung auf das Berufsleben das Fach Arbeitslehre als Pflichtfach unterrichtet.
Im Realschulzweig (Klassenstufen 7–10) wurden Lernschwerpunkte durch Wahlpflichtfächer gesetzt. Zum Wahlpflichtunterricht gehörten ab Klassenstufe 7 eine 2. Fremdsprache und Arbeitslehre (Technik/Wirtschaft) sowie ab Klassenstufe 9 zum Beispiel Textverarbeitung/Kommunikationstechnik, Informatik, Wirtschaft, Natur und Umwelt, Kunst, Wirtschafts- und Sozialkunde.
Vergleichbare Schulformen sind die Oberschule in Sachsen, die Regelschule in Thüringen, die Regionale Schule in Mecklenburg-Vorpommern, die Sekundarschule in Sachsen-Anhalt und Bremen sowie die Oberschule in Brandenburg.

### Abschlüsse
An der Erweiterten Realschule konnten folgende Abschlüsse und Berechtigungen erlangt werden:
- Hauptschulabschluss nach Klassenstufe 9
- Hauptschulabschluss mit der Berechtigung zum Übergang in eine Handelsschule, Sozialpflegeschule oder Gewerbeschule
- Mittlerer Bildungsabschluss nach Klassenstufe 10
- Mittlerer Bildungsabschluss nach abgeschlossener Berufsausbildung (wurde die Erweiterte Realschule ohne mittleren Bildungsabschluss verlassen und anschließend eine Berufsausbildung absolviert, so konnte unter bestimmten Voraussetzungen der mittlere Bildungsabschluss zuerkannt werden.)
- Mittlerer Bildungsabschluss mit der Berechtigung zum Übergang in die gymnasiale Oberstufe

## Standorte
Erweiterte Realschulen gab es zum Beispiel in
- Völklingen: ERS Am Sonnenhügel, Hermann-Neuberger-Schule
- Bous (Saar): ERS Bous-Ensdorf
- Schmelz (Saar)
- Spiesen-Elversberg
- Eppelborn: ERS Eppelborn
- Friedrichsthal: Edith-Stein-Schule
- Homburg: ERS 1 und ERS Homburg 2
- St. Ingbert: ERS I St. Ingbert und ERS St. Ingbert – Rohrbach
- Illingen (Saar): ERS Illingen
- Kirkel: ERS Kirkel-Limbach
- Kleinblittersdorf: Gemeinschaftsschule und ERS Kleinblittersdorf (Memento vom 6. März 2016 im Internet Archive)
- Quierschied: ERS Quierschied
- Saarbrücken: ERS Güdingen
- Schwalbach (Saar): Johannes-Gutenberg-Schule (ERS)
- Ottweiler: ERS Ottweiler
- Freisen: ERS Freisen
- Gersweiler
- Überherrn: ERS Überherrn
- Wadern: Graf-Anton-Schule (ERS)
- Beckingen: Friedrich-Bernhard-Karcher-Schule Beckingen (ERS)
- Sulzbach: Realschule am Vopeliuspark ERS-Sulzbach (Memento vom 23. Januar 2013 im Internet Archive)
- Saarwellingen: Erweiterte Realschule Saarwellingen – Schulzentrum (Memento vom 16. April 2011 im Internet Archive)